# Kenneth Colin Irving
Pour les articles homonymes, voir Irving.
Kenneth Colin Irving (né le 14 mars 1899 à Bouctouche et mort le 13 décembre 1992 à Saint-Jean) était un homme d'affaires canadien du Nouveau-Brunswick,. 
Après avoir fondé Irving Oil, il prit le contrôle de la scierie J.D. Irving appartenant à son père. Il développa un empire commercial dont dépend 1 emploi sur 12 au Nouveau-Brunswick
Il a reçu l'ordre du Canada en 1989 et, à titre posthume, l'ordre du Nouveau-Brunswick en 2003.
Il est membre élu du Temple de la renommée des hommes d'affaires canadiens (Canadian Business Hall of Fame).
À sa mort, le magazine Forbes annonce qu'il est le deuxième canadien le plus riche, avec une fortune s'élevant à 5 milliards $ CAD.